# Караев, Александр Акимович
Алекса́ндр Аки́мович Кара́ев (2 [15] марта 1915, Грозный, Терская область — 1 января 1984, Грозный) — лётчик-истребитель, участник Великой Отечественной войны, Герой Советского Союза (23 февраля 1945), гвардии капитан (1945).

## Биография
Родился 2 (15) марта 1915 года в городе Грозный (Чеченская Республика). Осетин. В 1932 году окончил школу ФЗУ. Работал слесарем по ремонту паровозов в Грозненском депо, в 1933—1937 годах — токарем на ремонтно-механическом заводе объединения «Грознефть». В 1936 году окончил Грозненский аэроклуб, в 1937—1938 годах работал в нём планеристом-инструктором.
В армии с августа 1938 года. В 1940 году окончил Качинскую военную авиационную школу лётчиков. Служил в строевых частях ВВС (в Киевском военном округе).
Участник Великой Отечественной войны: в июле 1941-июне 1943 — лётчик, старший лётчик и заместитель командира авиаэскадрильи 129-го (с декабря 1941 — 5-го гвардейского) истребительного авиационного полка; в январе 1944-мае 1945 — заместитель командира авиаэскадрильи 19-го (с августа 1944 — 176-го гвардейского) истребительного авиационного полка. Воевал на Западном, Калининском, Юго-Западном, 1-м Украинском и 1-м Белорусском фронтах. Участвовал в Смоленском сражении, обороне Москвы, Сталинградской битве, освобождении Донбасса, Правобережной Украины, Белоруссии, Польши и Прибалтики, в Берлинской операции.
За время войны совершил около 500 боевых вылетов на истребителях МиГ-3, ЛаГГ-3, Ла-5 и Ла-7, провёл около 80 воздушных боёв, в которых сбил лично 20 и в составе группы 1 самолёт противника. В 1942 году был дважды ранен: в предплечье правой руки и в голову.
За мужество и героизм, проявленные в боях, указом Президиума Верховного Совета СССР от 23 февраля 1945 года заместителю командира авиаэскадрильи 176-го гвардейского истребительного авиационного полка (16-я воздушная армия, 1-й Белорусский фронт) гвардии старшему лейтенанту Караеву Александру Акимовичу присвоено звание Героя Советского Союза с вручением ордена Ленина и медали «Золотая Звезда».

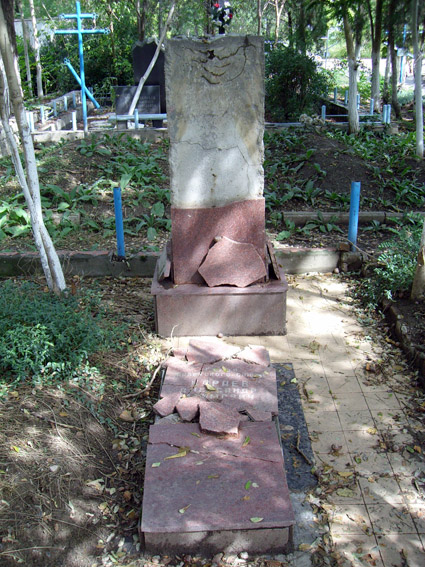
Так выглядел разрушенный в начале 1990-х годов памятник на могиле А. А. Караева в Грозном.

После войны продолжал службу в строевых частях ВВС; был заместителем командира — штурманом авиаэскадрильи (в Закавказском, Северо-Кавказском и Туркестанском военных округах). С июля 1953 года гвардии капитан А. А. Караев — в запасе.
Жил в городе Грозный. Умер 1 января 1984 года. Был похоронен на Центральном кладбище в Грозном. 9 апреля 2010 года, в связи с катастрофическим состоянием могилы, останки героя были перезахоронены на Аллее Славы в городе Владикавказ.

## Память
Его именем названа улица в Грозном.

## Награды
- Медаль «Золотая Звезда» Героя Советского Союза (23.02.1945);
- орден Ленина (23.02.1945);
- 3 ордена Красного Знамени (28.03.1942, 28.02.1943, 25.07.1944);

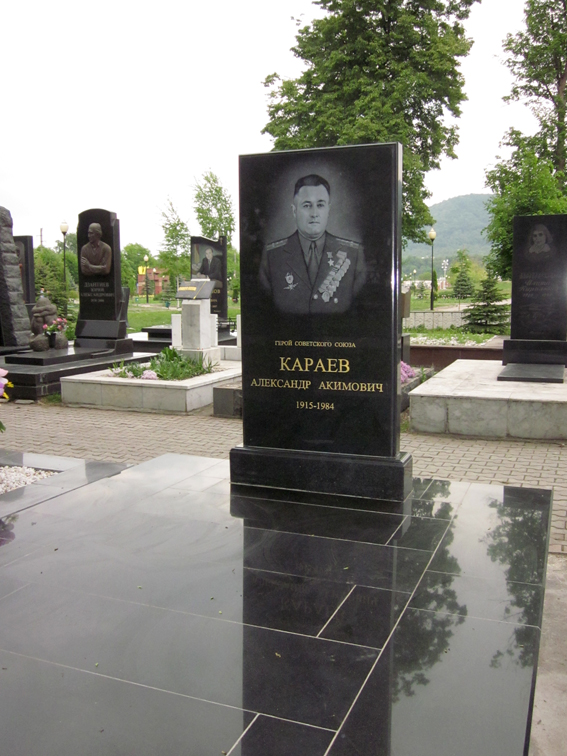
Надгробный памятник А. А. Караеву во Владикавказе.

- медали.